# 多尔蒂县 (佐治亚州)
多尔蒂县（英語：Dougherty County）是位于美国佐治亚州西南部的一个县，面积867平方公里，县治奥尔巴尼。根据2000年美国人口普查，共有人口94,882。
多尔蒂县成立于1853年12月15日，县名源自律师和法官查尔斯·多尔蒂。